# Brad Wanamaker
Bradley Daniel Wanamaker jr., meglio noto come Brad Wanamaker (Filadelfia, 25 luglio 1989), è un ex cestista statunitense.

## Carriera
Scartato da un provino con la Pallacanestro Varese, la sua prima esperienza da professionista è stata in Serie A con il Teramo Basket con un contratto a gettone: nel novembre 2011 riporta una lesione all'adduttore destro, ma quasi un mese più tardi fa ritorno negli States, dove si aggrega ad un training camp degli Atlanta Hawks.
Nel gennaio 2012 si trasferisce alla Fulgor Libertas Forlì, nel campionato di Legadue: il 14 febbraio viene però tagliato dalla società, dopo aver disputato quattro partite di una stagione che ha poi visto la compagine forlivese chiudere all'ultimo posto in classifica.
Viene ingaggiato dal Pistoia Basket per la stagione 2013-2014. Con i colori biancorossi completerà la regular season all'ottavo posto, chiudendo con una valutazione media di 20,0 (16,1 punti, 5,0 assist) per disputare i quarti di finale dei play-off venendo eliminato da Milano alla quinta partita. Al termine della stagione risulta essere uno dei migliori giocatori del campionato, tanto da esserne nominato MVP da alcuni siti specializzati tra i quali Sportando.
Per la stagione 2014-15 viene ingaggiato dal Brose Bamberg, squadra con cui vince il campionato tedesco battendo il Bayern Monaco 3-2 nella serie finale; rivince il campionato tedesco anche la stagione successiva mentre nell'estate 2016 passa alla squadra turca del Darüşşafaka.
Il 7 settembre 2017, Wanamaker firma un annuale con il Fenerbahçe.
Il 3 luglio 2018, Wanamaker sbarca in NBA firmando per i Boston Celtics.
Il 21 novembre 2020 firma un annuale ai Golden State Warriors.

## Statistiche
| * | Primo nella lega |

### College
| Anno      | Squadra             | PG  | PT | MP   | TC%  | 3P%  | TL%  | RP  | AP  | PRP | SP  | PP   |
| --------- | ------------------- | --- | -- | ---- | ---- | ---- | ---- | --- | --- | --- | --- | ---- |
| 2007-2008 | Pittsburgh Panthers | 30  | 0  | 11,0 | 32,9 | 16,7 | 48,4 | 1,2 | 1,4 | 0,4 | 0,1 | 2,2  |
| 2008-2009 | Pittsburgh Panthers | 36  | 0  | 19,0 | 46,2 | 39,0 | 74,6 | 3,3 | 2,1 | 0,8 | 0,2 | 5,8  |
| 2009-2010 | Pittsburgh Panthers | 34  | 34 | 32,5 | 44,0 | 36,2 | 72,0 | 5,7 | 4,7 | 1,2 | 0,3 | 12,3 |
| 2010-2011 | Pittsburgh Panthers | 34  | 34 | 30,4 | 44,8 | 32,7 | 76,0 | 5,2 | 5,1 | 1,4 | 0,4 | 11,7 |
| Carriera  | Carriera            | 134 | 68 | 23,5 | 43,7 | 34,4 | 72,2 | 3,9 | 3,4 | 1,0 | 0,2 | 8,1  |

### NBA

#### Regular Season
| Anno      | Squadra           | PG  | PT | MP   | TC%  | 3P%  | TL%   | RP  | AP  | PRP | SP  | PP  |
| --------- | ----------------- | --- | -- | ---- | ---- | ---- | ----- | --- | --- | --- | --- | --- |
| 2018-2019 | Boston Celtics    | 36  | 0  | 9,5  | 47,6 | 41,0 | 85,7  | 1,1 | 1,6 | 0,3 | 0,1 | 3,9 |
| 2019-2020 | Boston Celtics    | 71  | 1  | 19,3 | 44,8 | 36,3 | 92,6* | 2,0 | 2,5 | 0,9 | 0,2 | 6,9 |
| 2020-2021 | G.S. Warriors     | 39  | 0  | 16,0 | 35,3 | 21,3 | 89,3  | 1,7 | 2,5 | 0,7 | 0,2 | 4,7 |
| 2020-2021 | Charlotte Hornets | 22  | 0  | 19,5 | 42,9 | 12,5 | 88,9  | 1,8 | 3,4 | 0,8 | 0,2 | 6,9 |
| 2021-2022 | Indiana Pacers    | 22  | 1  | 13,3 | 36,1 | 23,5 | 90,9  | 1,6 | 2,2 | 0,2 | 0,3 | 3,5 |
| 2021-2022 | Wash. Wizards     | 1   | 1  | 27,0 | 40,0 | -    | 100   | 4,0 | 7,0 | 2,0 | 0,0 | 7,0 |
| Carriera  | Carriera          | 191 | 3  | 16,2 | 42,1 | 30,0 | 90,7  | 1,7 | 2,4 | 0,6 | 0,2 | 5,5 |

#### Playoffs
| Anno     | Squadra        | PG | PT | MP   | TC%  | 3P%  | TL%  | RP  | AP  | PRP | SP  | PP  |
| -------- | -------------- | -- | -- | ---- | ---- | ---- | ---- | --- | --- | --- | --- | --- |
| 2019     | Boston Celtics | 4  | 0  | 4,3  | 42,9 | 100  | 75,0 | 0,3 | 0,8 | 0,3 | 0,0 | 2,5 |
| 2020     | Boston Celtics | 17 | 0  | 16,1 | 48,3 | 44,4 | 87,5 | 2,0 | 1,8 | 0,7 | 0,2 | 4,9 |
| Carriera | Carriera       | 21 | 0  | 13,8 | 47,8 | 46,4 | 85,0 | 1,7 | 1,6 | 0,6 | 0,2 | 4,5 |

### Eurolega
| Anno      | Squadra     | PG | PT | MP   | TC%  | 3P%  | TL%  | RP  | AP  | PRP | SP  | PP   |
| --------- | ----------- | -- | -- | ---- | ---- | ---- | ---- | --- | --- | --- | --- | ---- |
| 2015-2016 | Bamberger   | 24 | 24 | 28,8 | 44,3 | 36,4 | 77,5 | 4,1 | 4,0 | 1,3 | 0,1 | 12,2 |
| 2016-2017 | Darüşşafaka | 34 | 33 | 33,5 | 44,8 | 38,6 | 86,4 | 3,1 | 4,6 | 1,5 | 0,1 | 16,7 |
| 2017-2018 | Fenerbahçe  | 36 | 25 | 26,1 | 41,0 | 33,3 | 85,5 | 2,7 | 3,8 | 1,3 | 0,1 | 11,3 |
| Carriera  | Carriera    | 94 | 82 | 29,5 | 43,4 | 36,3 | 84,4 | 3,2 | 4,2 | 1,4 | 0,1 | 13,5 |

## Palmarès

### Squadra
- Campione NBDL (2012)
- Campionato tedesco: 2

Brose Bamberg: 2014-15, 2015-16
- Campionato turco: 1

Fenerbahçe: 2017-18
- Match des Champions: 1

Limoges CSP: 2012
- Supercoppa tedesca: 1

Brose Bamberg: 2015
- Coppa del Presidente: 1

Fenerbahçe: 2017

### Individuale
- Basketball-Bundesliga MVP: 1

Brose Bamberg: 2015-16
- Basketball-Bundesliga MVP der Finalserie: 1

Brose Bamberg: 2014-15
- All-Euroleague Second Team: 1

Darüşşafaka: 2016-17
- MVP Finali Campionato Turco: 1

Fenerbahçe: 2017-18
- Miglior tiratore di liberi NBA (2020)